# Dobřeň
Dobřeň település Csehországban, a Mělníki járásban. Dobřeň Mšeno, Blatce, Dubá, Medonosy, Vidim és Kokořín településekkel határos. Lakosainak száma 168 fő (2024. január 1.).

## Népesség
A település lakosságának változását az alábbi diagram mutatja:
| Lakosok száma | 1057 | 928  | 756  | 302  | 192  | 150  | 181  | 180  | 169  | 168  |
|               | 1869 | 1890 | 1921 | 1950 | 1980 | 2001 | 2017 | 2019 | 2022 | 2024 |